# Kevin Martin (muzikant)

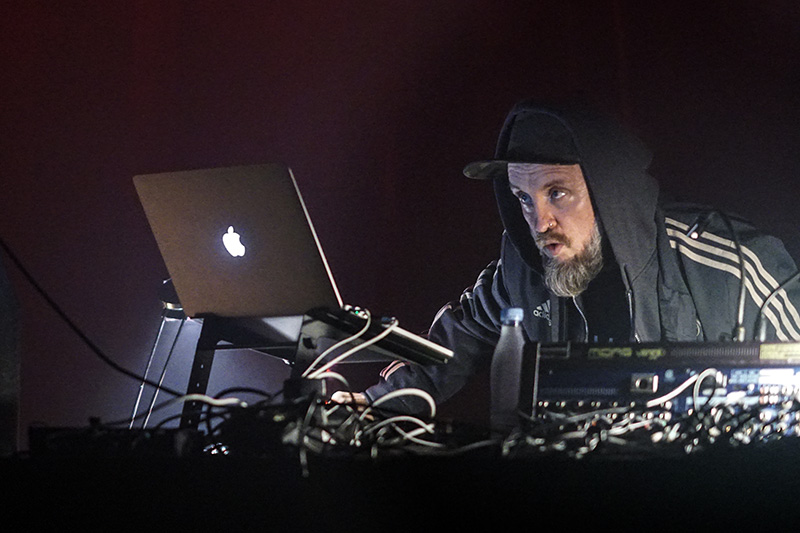
Kevin Martin

Kevin Richard Martin (Weymouth, 1973) is een Engelse muzikant, muziekproducent en muziekjournalist uit Londen. Hij is muzikaal actief sinds eind jaren 80 in de genres dub, jazzcore, industrial hiphop en dubstep. Zijn belangrijkste projecten zijn God, Techno Animal, Ice, Curse of the Golden Vampire, The Bug en Pressure. Hij werkte samen met onder andere John Zorn, Justin Broadrick, Experimental Audio Research, El-P, Blixa Bargeld, Alec Empire, Dälek, Vast Aire, Anti-Pop Consortium, DJ Vadim, Cutty Ranks, Flowdan, Mark Stewart, Porter Ricks en Keith Levene.

## Projecten

### God
tot 1995
God was een jazzcoregroep die raakvlakken had met grindcore en industrial metal. Justin Broadrick van Napalm Death sloot zich later bij de groep aan.

### Techno Animal
1991-2001
Techno Animal was een industriëlehiphopgroep van Martin en Justin Broadrick. De groep werkte samen met Dälek, Vast Aire en Anti-Pop Consortium.

### Ice
1993-1998
Ice bestond uit:
- Kevin Martin: zang, saxofoon, synthesizer, grammofoon
- Justin Broadrick: gitaar
- David Cochrane: basgitaar
- Lou Ciccotelli: drums

Ice leek op de industriële rock van Broadricks band Godflesh maar experimenteler door het door free jazz beïnvloedde saxofoonspel van Martin. Op het tweede album werkte de groep samen met rappers uit de undergroundrichting. Verder werkte de groep samen met Blixa Bargeld van Einstürzende Neubauten.

### Curse of the Golden Vampire
Curse of the Golden Vampire was aanvankelijk een samenwerking tussen Techno Animal en Alec Empire van Atari Teenage Riot maar op het tweede album bleven alleen Martin en Broadrick over en werd de industrial hiphop gemengd met breakcore, digital hardcore, en grindcore.

### The Bug
Als The Bug mengt Martin dancehall, noise, grime, hiphop en dubstep. Het eerste album van The Bug kwam uit in 1997. Van 2001 tot 2004 bracht The Bug samen met The Rootsman een aantal singles uit. Het tweede album van The Bug kwam in 2003 uit op Rephlex Records en bevatte tevens ambient en ragga-invloeden. The Bug werkte verder samen met Cutty Ranks, Flowdan, Warrior Queen, Ras B. en Spaceape en deed een radiosesie voor John Peel. In 2006 opende The Bug met Loefah een dubclub in Londen. In 2017 breng the Bug samen met de Amerikaanse band Earth Concrete Desert uit. 
In 2019 speelt Martin als The Bug, met King Midas Sound en samen met grime-artiest Flowdan op het Utrechtse festival Le Guess Who? Hij is daar ook als curator aangesteld en brengt er artiesten en bands als o.a. Earth, Kali Malone, Godflesh en Mala.

### Pressure
Als Pressure brengt Martin dubstepplaten uit op het label Hyperdub van Kode9.

### King Midas Sound
King Midas Sound is een dubstepproject van Martin en de dichter Roger Robinson.

## Discografie

### God

#### Albums
- Breach Birth (1990)
- Loco [livealbum] (1991)
- Possession (1992)
- Consumed [livealbum] (1993)
- The Anatomy of Addiction (1994)
- Appeal to Human Greed (1995)

### Techno Animal

#### Albums
- Ghosts (1991)
- Re-Entry (1995)
- Babylon Seeker (1996)
- Radio Hades (1998)
- Techno Animal Versus Reality (1998)
- Symbiotics (1999, with Porter Ricks)
- The Brotherhood Of The Bomb (2001)

#### Singles en ep's
- Unmanned (1996)
- Demonoid (1997)
- Phobic (1997)
- Cyclops (1998)
- Dead Man's Curse (2001)
- We Can Build You (2001)

### Ice
- Under the Skin (1993)
- |Bad Blood (1998)

### The Bug

#### Albums
- Tapping The Conversation (WordSound, 1997)
- Pressure (Rephlex Records, 2003)
- London Zoo (Ninja Tune, 2008)
- Angels & Devils (Ninja Tune, 2014)
- Concrete desert (with Earth) (Ninja Tune, 2017)

#### Singles
- Low Rider - 12" (Fat Cat, 1999)
- Seismic - 12" (Morpheus, 2001)
- Beats, Bombs, Bass, Weapons - 7" (Klein, 2003)
- Buckle Up - 12" (Buckout, 2003)
- Gun Disease - 12" (Rephlex Records, 2003)
- Aktion Pak - 12" (Rephlex Records, 2004)
- Dem A Bomb We - 12" (Soul Jazz Records, 2005)
- Fire - 12" (Klein, 2005)
- Poison Dart - 12" (Ninja Tune, 2007)
- Jah War - 12" (Ninja Tune, 2007)
- Skeng - 12" (Hyperdub, 2007)

#### Remixen
- Harrowdown Hill - Originally by Thom Yorke

### Curse of the Golden Vampire
- Curse of the Golden Vampire, 1998
- Mass Destruction, 2003